# Fatso Jetson Live
Fatso Jetson Live is het zesde album van de band Fatso Jetson. Het is het eerste album met liveopnamen van de band

## Tracklist
| nr. | titel                            | duur |
| --- | -------------------------------- | ---- |
| 1   | Too Many Skulls                  | 7:21 |
| 2   | Back Road Tar                    | 6:07 |
| 3   | Orgy Porgy                       | ...  |
| 4   | I've Got the Shame               | ...  |
| 5   | Let Go                           | ...  |
| 6   | The Golden Age of Cellbloc Slang | ...  |
| 7   | Rail Job                         | ...  |

## Bandleden
- Mario Lalli - Zang en gitaar
- Larry Lalli - Basgitaar
- Vince Meghrouni - Harmonica en saxofoon
- Tony Tornay - Drums